# Випинга
Випинга (латыш. Vipinga) — один из районов в Резекне. Граничит с Юпатовкой, Центральным и Южными районами своего города, а также с Резекненским краем.

## История
В 1777 году в источниках начала упоминаться Випинга. Она являлась мызой, пока до середине XX века не вошла в состав Резекне.

## Лес
В Випингском лесу находится мемориал Холокоста.

## География

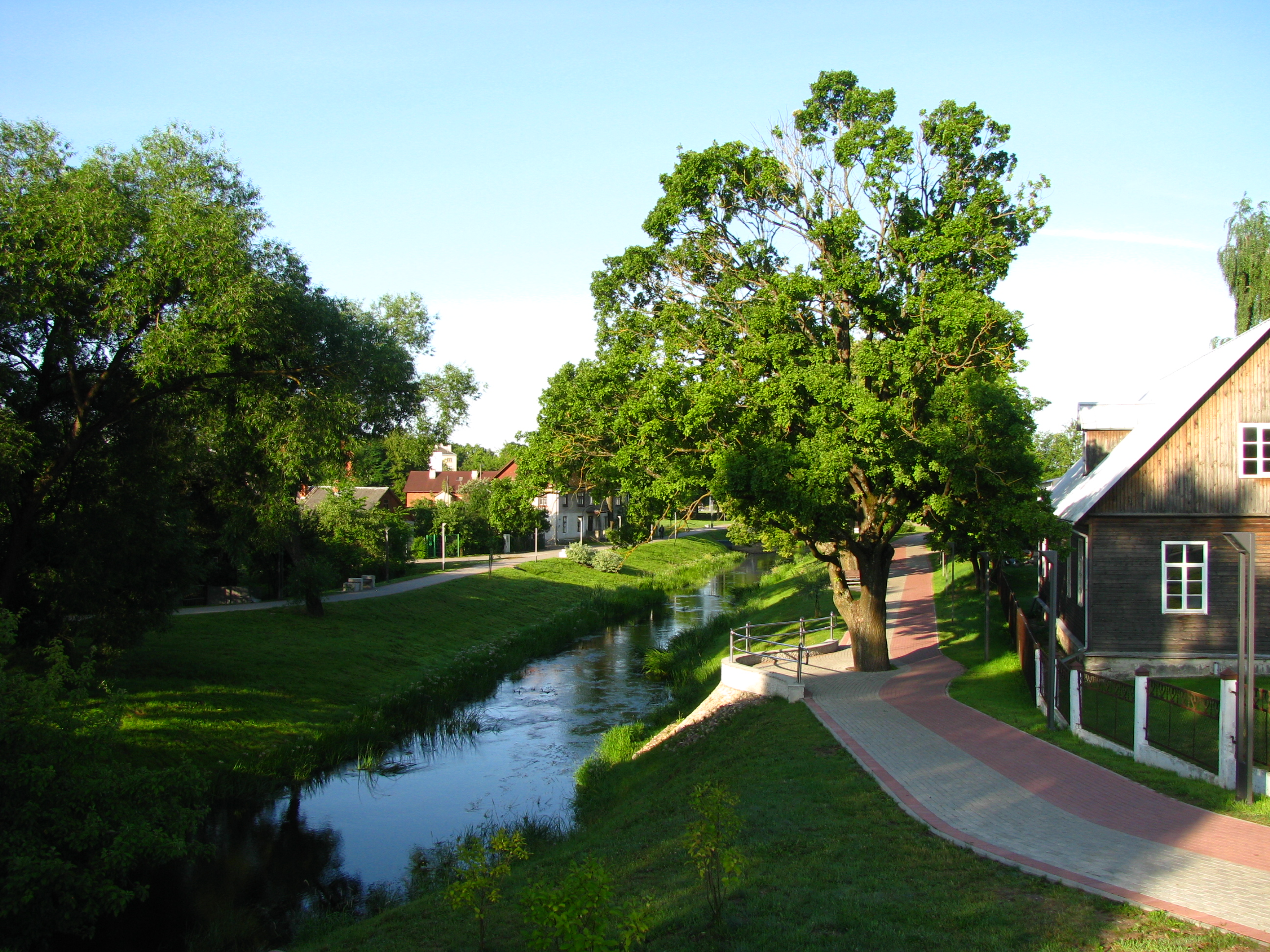
Резекне в районе Випинга

На территории Випинги есть река Резекне.

## Транспорт
Автобусы:
- 1 — Rēzekne I — Atpūta
- 4 — Blaumaņa iela — F. Kempa iela — Vipinga
- 5 — Vipinga — Rēzekne II — Atpūta
- 6 — Blaumaņa iela — Poliklīnika — Vipinga